# Maximilian Dörnbach
Maximilian Dörnbach (Heilbad Heiligenstadt, 24 dicembre 1995) è un pistard tedesco, specialista delle gare veloci.

## Palmarès
- 2012 (Juniores)

Campionati europei, Velocità a squadre Junior (con Richard Aßmus e Jan May)
Campionati tedeschi, Velocità Junior
Campionati tedeschi, Chilometro a cronometro Junior
Campionati tedeschi, Velocità a squadre Junior (con Richard Aßmus e Nikolai Hoffmeister)
Campionati tedeschi, Keirin Junior
- 2013 (Juniores)

Campionati europei, Velocità a squadre Junior (con Jan May e Patryk Rahn)
Campionati europei, Velocità Junior
Campionati del mondo, Chilometro a cronometro Junior
- 2014

Campionati tedeschi, Velocità a squadre (con Robert Förstemann, Richard Aßmus e René Enders)
- 2015

Campionati tedeschi, Chilometro a cronometro
Campionati europei, Chilometro a cronometro Under-23
Campionati europei, Velocità a squadre Under-23 (con Richard Aßmus e Max Niederlag)
- 2016

Campionati europei, Chilometro a cronometro Under-23
- 2017

3ª prova Coppa del mondo 2016-2017, Velocità a squadre (Cali, con Robert Förstemann, Max Niederlag ed Eric Engler)
3-Bahnen Tournee Öschelbronn, Velocità
Campionati tedeschi, Chilometro a cronometro
Campionati tedeschi, Velocità a squadre (con Erik Balzer e Maximilian Levy)
Cottbuser SprintCup, Keirin
- 2018

Grand Prix of Germany, Velocità a squadre (con Maximilian Levy e Nik Schröter)
Campionati tedeschi, Chilometro a cronometro
Campionati tedeschi, Velocità a squadre (con Maximilian Levy e Nik Schröter)
Campionati tedeschi, Velocità
- 2019

Cottbuser SprintCup, Velocità
Grand Prix of Germany, Velocità
Grand Prix of Germany, Keirin
Campionati tedeschi, Velocità a squadre (con Marc Jurczyk, Maximilian Levy e Nik Schröter)
Campionati tedeschi, Velocità
- 2022

Lauf Brandenburger SprintCup, Keirin
Lauf Brandenburger SprintCup, Velocità
Campionati tedeschi, Chilometro a cronometro
Campionati tedeschi, Velocità a squadre (con Anton Höhne e Nik Schröter)
3ª prova Coppa delle Nazioni, Chilometro a cronometro (Cali)

## Piazzamenti

### Competizioni mondiali
- Campionati del mondo su pista

Glasgow 2013 - Velocità a squadre Junior: 3º
Glasgow 2013 - Chilometro a cronometro Junior: vincitore
Glasgow 2013 - Velocità Junior: 9º
Londra 2016 - Chilometro a cronometro: 10º
Hong Kong 2017 - Keirin: 13º
Hong Kong 2017 - Chilometro a cronometro: 7º
Apeldoorn 2018 - Keirin: 19º
Pruszków 2019 - Velocità a squadre: 4º
Pruszków 2019 - Velocità: 22º
Berlino 2020 - Chilometro a cronometro: 6º
St. Quentin-en-Yv. 2022 - Velocità a squadre: 4º
St. Quentin-en-Yv. 2022 - Chilometro a cronometro: 4º
St. Quentin-en-Yv. 2022 - Velocità: 24º

### Competizioni europee
- Campionati europei su pista

Anadia 2012 - Velocità a squadre Junior: vincitore
Anadia 2012 - Velocità Junior: 8º
Anadia 2013 - Velocità a squadre Junior: vincitore
Anadia 2013 - Chilometro a cronometro Junior: 2º
Anadia 2013 - Velocità Junior: vincitore
Anadia 2014 - Chilometro a cronometro Under-23: 5º
Anadia 2014 - Velocità a squadre Under-23: 3º
Anadia 2014 - Keirin Under-23: 10º
Atene 2015 - Chilometro a cronometro Under-23: vincitore
Atene 2015 - Velocità a squadre Under-23: vincitore
Atene 2015 - Keirin Under-23: 5º
Grenchen 2015 - Chilometro a cronometro: 4º
Grenchen 2015 - Keirin: 24º
Montichiari 2016 - Velocità a squadre Under-23: 3º
Montichiari 2016 - Chilometro a cronometro Under-23: vincitore
Montichiari 2016 - Keirin Under-23: 9º
Glasgow 2018 - Chilometro a cronometro: 5º
Glasgow 2018 - Velocità: 13º
Apeldoorn 2019 - Velocità a squadre: 4º
Apeldoorn 2019 - Velocità: 14º
Apeldoorn 2019 - Chilometro a cronometro: 10º
Monaco di Baviera 2022 - Velocità a squadre: 5º
Monaco di Baviera 2022 - Velocità: 7º
Monaco di Baviera 2022 - Chilometro a cronometro: 3º
Monaco di Baviera 2022 - Keirin: 2º
Grenchen 2023 - Chilometro a cronometro: 3º
Heusden-Zolder 2025 - Chilometro a cronometro: 2º
Heusden-Zolder 2025 - Keirin: 2º